# Kvant-1
Kvant-1 (ryska: Квант-1) var en trycksatt modul på den sovjetiska och senare ryska rymdstationen Mir. Den sköts upp med en Proton-K-raket från Kosmodromen i Bajkonur den 31 mars 1987. Den dockade med rymdstationen nio dagar senare.
Planen var att modulen skulle skjutits upp och dockas med rymdstationen Saljut 7, men förseningar gjorde att man fick skjuta upp den till Mir. Modulen hyste bland annat ett antal gyroskop som användes för att stabilisera hela rymdstationen. Under åren modifierades modulen ett flertal gånger, bland annat med flera raketmotorer och under en tid var den även utrustad med tre solpaneler.

## Anslutningar
Kvant-1 har två dockningsportar; för och akter.
- För: Anslutning till DOS-7, Mirs´s huvudmodul.
- Akter: Dockningsport för farkosterna Sojuz och Progress.

## Uppskjutning
Modulen skulle levererats med den sovjetiska rymdfärjan Buran, men på grund av förseningar valde man att montera modulen på en FGB-modul och skjuta upp den med en Proton-K-raket. Vid första dockningsförsöket missade farkosten stationen. Den 9 april dockade modulen med Mirs akterport. Men på grund av skräp i dockningsmekanismen kunde man inte avsluta dockningsmanövern förrän den 11 april, då Aleksandr Lavejkin och Jurij Romanenko genomförde en rymdpromenad för att plocka bort skräpet. Den 12 april separerade FGB-modulen från modulen.

## Modifiering
1991 monterades solpaneler på modulen.
1992 monterades raketmotorer på modulen. Dessa levererades till rymdstationen av Progress M-14. 1998 byttes dessa raketmotorer ut mot motorer levererade av Progress M-38.
1995 flyttades en solpanel från Kristall-modulen till modulen. 1996 monterades ytterligare solpaneler på modulen. Dessa levererades till rymdstationen av den amerikanska rymdfärjan Atlantis (STS-74).

## Öde
Kvant-1 och övriga delar av Mir brann upp den 23 mars 2001 då stationen avsiktligt återinträdde i jordens atmosfär. Rester av den slog ner i Stilla havet öster om Nya Zeeland.

## Dockningar

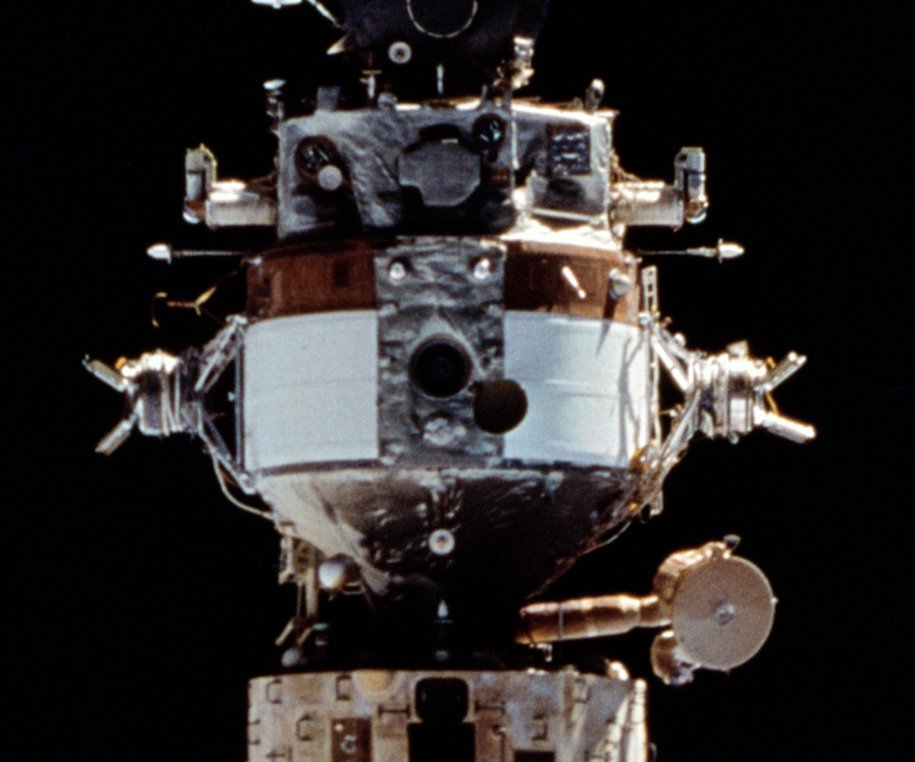
(Foto:NASA)

Kvant-1 och FGB-modulen

| Farkost       | Port  | Dockning (UTC)            | Urdockning (UTC)          |
| ------------- | ----- | ------------------------- | ------------------------- |
| DOS-7         | För   | 9 april 1987 00:35        |                           |
| Progress 29   | Akter | 23 april 1987 17:04       | 11 maj 1987 03:10         |
| Progress 30   | Akter | 21 maj 1987 05:50         | 19 juli 1987 00:19        |
| Sojuz TM-3    | Akter | 24 juli 1987 03:31:23     | 30 juli 1987 23:27:49     |
| Progress 31   | Akter | 5 augusti 1987 22:27      | 21 september 1987 23:57   |
| Progress 32   | Akter | 26 september 1987 01:08   | 10 november 1987 04:09    |
| Progress 32   | Akter | 10 november 1987 05:47    | 17 november 1987 19:24    |
| Progress 33   | Akter | 23 november 1987 01:39    | 19 december 1987 08:15    |
| Sojuz TM-4    | Akter | 21 december 1987 12:50:49 | 30 december 1987 09:09:40 |
| Progress 34   | Akter | 23 januari 1988 00:09     | 4 mars 1988 03:40         |
| Progress 35   | Akter | 25 mars 1988 22:21        | 5 maj 1988 01:36          |
| Progress 36   | Akter | 15 maj 1988 02:13         | 5 juni 1988 11:11         |
| Sojuz TM-5    | Akter | 9 juni 1988 15:57:10      | 18 juni 1988 10:11        |
| Progress 37   | Akter | 20 juli 1988 22:33        | 12 augusti 1988 08:31     |
| Sojuz TM-6    | Akter | 31 augusti 1988 05:40:43  | 8 september 1988 01:04:46 |
| Progress 38   | Akter | 12 september 1988 01:22   | 23 november 1988 12:12    |
| Sojuz TM-7    | Akter | 28 november 1988 17:15:40 | 22 december 1988 06:44:50 |
| Progress 39   | Akter | 27 december 1988 05:35    | 7 februari 1989 06:45     |
| Progress 40   | Akter | 12 februari 1989 10:29    | 3 mars 1989 01:45         |
| Progress 41   | Akter | 18 mars 1989 20:50        | 21 april 1989 01:46       |
| Sojuz TM-8    | Akter | 7 september 1989 22:25:26 | 12 december 1989 08:22:30 |
| Progress M-2  | Akter | 22 december 1989 05:41    | 9 februari 1990 02:33     |
| Sojuz TM-9    | Akter | 13 februari 1990 06:37:47 | 21 februari 1990 03:56:01 |
| Progress M-3  | Akter | 3 mars 1990 01:04         | 27 april 1990 20:24       |
| Progress 42   | Akter | 7 maj 1990 22:45          | 27 maj 1990 07:08         |
| Sojuz TM-9    | Akter | 28 maj 1990 12:11:17      | 3 juli 1990 22:07:04      |
| Sojuz TM-10   | Akter | 3 augusti 1990 11:45:44   | 10 december 1990 02:48:11 |
| Progress M-6  | Akter | 16 januari 1991 16:35     | 15 mars 1991 12:46        |
| Sojuz TM-11   | Akter | 26 mars 1991 10:58:59     | 26 maj 1991 06:15:39      |
| Sojuz TM-12   | Akter | 28 maj 1991 10:52:11      | 10 oktober 1991 00:55:08  |
| Sojuz TM-13   | Akter | 15 oktober 1991 02:45:08  | 14 mars 1992 11:43        |
| Sojuz TM-14   | Akter | 19 mars 1992 12:32:50     | 9 augusti 1992 21:46:47   |
| Progress M-14 | Akter | 18 augusti 1992 00:20     | 21 oktober 1992 16:46     |
| Progress M-15 | Akter | 29 oktober 1992 19:05     | 7 februari 1993 00:44     |
| Progress M-16 | Akter | 23 februari 1993 20:17    | 26 mars 1993 06:50        |
| Progress M-16 | Akter | 26 mars 1993 07:06        | 27 mars 1993 04:21        |
| Progress M-17 | Akter | 1 april 1993 05:16        | 11 augusti 1993 15:36     |
| Progress M-19 | Akter | 13 augusti 1993 00:00     | 12 oktober 1993 17:59     |

| Farkost       | Port  | Dockning (UTC)            | Urdockning (UTC)           |
| ------------- | ----- | ------------------------- | -------------------------- |
| Progress M-20 | Akter | 13 oktober 1993 23:24     | 21 november 1993 02:38     |
| Sojuz TM-18   | Akter | 10 januari 1994 11:50:20  | 24 januari 1994 03:12:00   |
| Progress M-21 | Akter | 30 januari 1994 03:56     | 23 mars 1994 01:20         |
| Progress M-22 | Akter | 24 mars 1994 06:39        | 23 maj 1994 00:58          |
| Progress M-23 | Akter | 24 maj 1994 06:18         | 2 juli 1994 08:46          |
| Sojuz TM-19   | Akter | 3 juli 1994 13:55:01      | 2 november 1994 10:40:10   |
| Sojuz TM-19   | Akter | 2 november 1994 11:14:57  | 4 november 1994 07:31:30   |
| Progress M-25 | Akter | 13 november 1994 09:04    | 16 februari 1995 13:03     |
| Progress M-26 | Akter | 17 februari 1995 18:21    | 15 mars 1995 02:26         |
| Sojuz TM-21   | Akter | 16 mars 1995 07:45:25     | 4 juli 1995 10:55:01       |
| Sojuz TM-21   | Akter | 4 juli 1995 11:38:12      | 11 september 1995 03:30:44 |
| Progress M-29 | Akter | 10 oktober 1995 20:32     | 19 december 1995 09:15     |
| Progress M-30 | Akter | 20 december 1995 16:10    | 22 februari 1996 07:24     |
| Sojuz TM-23   | Akter | 23 februari 1996 14:20:35 | 2 september 1996 04:20     |
| Progress M-32 | Akter | 3 september 1996 09:35    | 20 november 1996 19:51     |
| Progress M-33 | Akter | 22 november 1996 01:01    | 6 februari 1997 12:13      |
| Sojuz TM-24   | Akter | 7 februari 1997 16:51:27  | 2 mars 1997 03:24:57       |
| Progress M-34 | Akter | 8 april 1997 17:30        | 24 juni 1997 10:22         |
| Progress M-35 | Akter | 7 juli 1997 05:59         | 6 augusti 1997 11:46       |
| Sojuz TM-26   | Akter | 7 augusti 1997 17:02:07   | 15 augusti 1997 13:29:20   |
| Progress M-35 | Akter | 18 augusti 1997 12:52     | 7 oktober 1997 12:03       |
| Progress M-36 | Akter | 8 oktober 1997 17:07      | 17 december 1997 06:01     |
| Progress M-37 | Akter | 22 december 1997 10:22    | 30 januari 1998 12:53      |
| Sojuz TM-27   | Akter | 31 januari 1998 17:54:29  | 20 februari 1998 08:47:45  |
| Progress M-37 | Akter | 23 februari 1998 09:42    | 15 mars 1998 19:16         |
| Progress M-38 | Akter | 17 mars 1998 00:31        | 15 maj 1998 18:43          |
| Progress M-39 | Akter | 16 maj 1998 23:50         | 12 augusti 1998 09:28      |
| Sojuz TM-28   | Akter | 15 augusti 1998 10:56:52  | 27 augusti 1998 05:47:00   |
| Progress M-39 | Akter | 1 september 1998 05:34    | 27 oktober 1998 23:03      |
| Progress M-40 | Akter | 27 oktober 1998 05:34     | 4 februari 1999 09:59      |
| Sojuz TM-28   | Akter | 8 februari 1999 11:39:07  | 27 februari 1999 22:55:10  |
| Progress M-41 | Akter | 4 april 1999 12:46        | 17 juli 1999 11:24         |
| Progress M-42 | Akter | 18 juli 1999 17:53        | 2 februari 2000 03:11      |
| Progress M1-1 | Akter | 3 februari 2000 08:02     | 26 april 2000 16:32        |
| Progress M1-2 | Akter | 27 april 2000 21:28       | 15 oktober 2000 18:06      |
| Progress M-43 | Akter | 20 oktober 2000 21:16     | 27 januari 2001 05:19      |
| Progress M1-5 | Akter | 27 januari 2001 05:33     |                            |